# IBM 웹스피어
IBM 웹스피어(IBM WebSphere)는 애플리케이션 및 통합 미들웨어로 알려져 있는 전사적 소프트웨어 분야의 소프트웨어 제품 브랜드를 가리킨다. 이 소프트웨어 제품들은 최종 사용자가 애플리케이션을 개발하고 다른 애플리케이션들과 애플리케이션을 연동하기 위해 사용한다. IBM 웹스피어는 1998년 이후로 대중 시장에서 판매되고 있다.

## 역사
IBM은 1998년 6월 이 브랜드에서 IBM 웹스피어 퍼포먼스 팩(IBM WebSphere Performance Pack)이라는 이름의 제품을 처음 선보였다. 2012년 기준으로 본래의 구성 요소는 IBM 웹스피어2 애플리케이션 서버 네트워크 디플로이먼트의 한 부분을 형성하고 있으며 이는 자체적으로 수많은 웹스피어 브랜드의 기업용 소프트웨어 제품들 가운데 하나이다.

## IBM 웹스피어 소프트웨어
다음의 IBM 웹스피어 목록은 IBM 분류를 사용한다. 하나 이상의 분류에 여러 도구가 등장한다.
IBM은 개별 산업에 제공하는 기능에 따라 웹스피어 소프트웨어를 분류해 놓고 있다.

### 애플리케이션 인프라스트럭처

#### 주요 제품
- 웹스피어 애플리케이션 서버 - 웹 애플리케이션 서버
- IBM 워크로드 디플로이어
- IBM 웹스피어 익스트림 스케일
- IBM HTTP 서버
- IBM 웹스피어 어댑터스
- IBM 웹스피어 비즈니스 이벤츠
- IBM 웹스피어 호스트 온디맨드(HOD)
- IBM 웹스피어 메시지 브로커
- IBM 웹스피어 MQ (과거 명칭: MQSeries)
- 웹스피어 포털
- IBM 웹스피어 포틀릿 팩토리
- IBM 웹스피어 프로세스 서버

## 같이 보기
- IBM 인포스피어 데이터스테이지
- 기업 응용 프로그램 통합
- 유니버설 비즈니스 어댑터 - IBM 광고 캠페인 (2002)

## 추가 문헌
- Budinsky, F.; G. DeCandio; R. Earle; T. Francis; J. Jones; J. Li; M. Nally; C. Nelin; V. Popescu; S. Rich; A. Ryman; T. Wilson (2004). “WebSphere Studio overview”. 《IBM Systems Journal》 43 (2): 384–419. doi:10.1147/sj.432.0384. ISSN 0018-8670.